# Аренача (Напуљ)
Аренача је насеље у Италији у округу Напуљ, региону Кампанија.
Према процени из 2011. у насељу је живело 33 становника. Насеље се налази на надморској висини од 292 м.